# Frank Spain
Francis James Spain, detto Frank (Quitman, 17 febbraio 1909 – Rochester, 23 giugno 1977), è stato un hockeista su ghiaccio statunitense.

## Palmarès

### Olimpiadi invernali
- Bronzo a Garmisch-Partenkirchen 1936 nell'hockey su ghiaccio.